# Ocupação alemã da Bélgica durante a Segunda Guerra Mundial

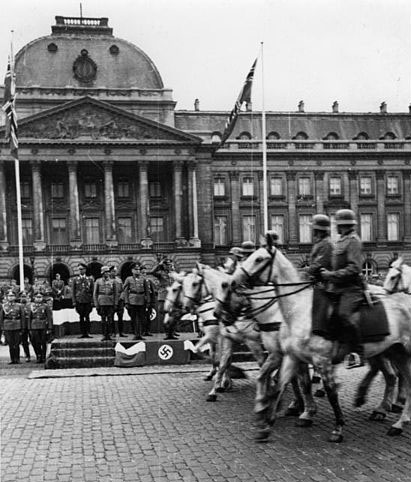
Desfile da cavalaria alemã diante do Palácio Real de Bruxelas logo após a invasão, maio de 1940.

A ocupação alemã da Bélgica (em francês:  Occupation allemande, em neerlandês:  Duitse bezetting) durante a Segunda Guerra Mundial começou em 28 de maio de 1940, quando o exército belga se rendeu às forças alemãs, e durou até a libertação da Bélgica pelos Aliados Ocidentais entre setembro de 1944 e fevereiro de 1945. Foi a segunda vez em menos de trinta anos que a Alemanha ocupou a Bélgica.
Após o sucesso da invasão, uma administração militar foi estabelecida na Bélgica, colocando o território sob o domínio direto da Wehrmacht. Milhares de soldados belgas foram feitos prisioneiros de guerra, e muitos só foram libertados em 1945. A administração alemã fez malabarismos com objectivos concorrentes de manter a ordem e ao mesmo tempo extrair material do território para o esforço de guerra. Foram assistidos pela função pública belga, que acreditava que a cooperação limitada com os ocupantes resultaria no menor dano aos interesses belgas. Os partidos fascistas belgas tanto na Flandres como na Valónia, estabelecidos antes da guerra, colaboraram muito mais activamente com os ocupantes; eles ajudaram a recrutar belgas para o exército alemão e receberam mais poder no final da ocupação. Alimentos e combustível foram rigorosamente racionados e todas as notícias oficiais foram rigorosamente censuradas. Os civis belgas que viviam perto de possíveis alvos, como entroncamentos ferroviários, corriam o risco de bombardeamentos aéreos aliados.
A partir de 1942, a ocupação tornou-se mais repressiva. Os judeus sofreram perseguições sistemáticas e deportação para campos de concentração. Apesar dos protestos vigorosos, os alemães deportaram civis belgas para trabalhar em fábricas na Alemanha. Entretanto, a Resistência Belga, formada no final de 1940, expandiu-se enormemente. A partir de 1944, as SS e o Partido Nazista ganharam um controlo muito maior na Bélgica, especialmente depois do governo militar ter sido substituído em julho por uma administração civil nazi, o Reichskommissariat Belgien-Nordfrankreich. Em setembro de 1944, as forças aliadas chegaram à Bélgica e rapidamente avançaram por todo o país. Em Dezembro desse ano, o território foi incorporado de jure no Grande Reich Alemão, embora os seus líderes colaboracionistas já estivessem exilados na Alemanha e o controlo alemão na região fosse praticamente inexistente. A Bélgica foi declarada totalmente libertada em fevereiro de 1945. No total, 40.690 belgas, mais de metade dos quais judeus, foram mortos durante a ocupação, e o produto interno bruto (PIB) do país antes da guerra foi reduzido em 8%.

## Antecedentes

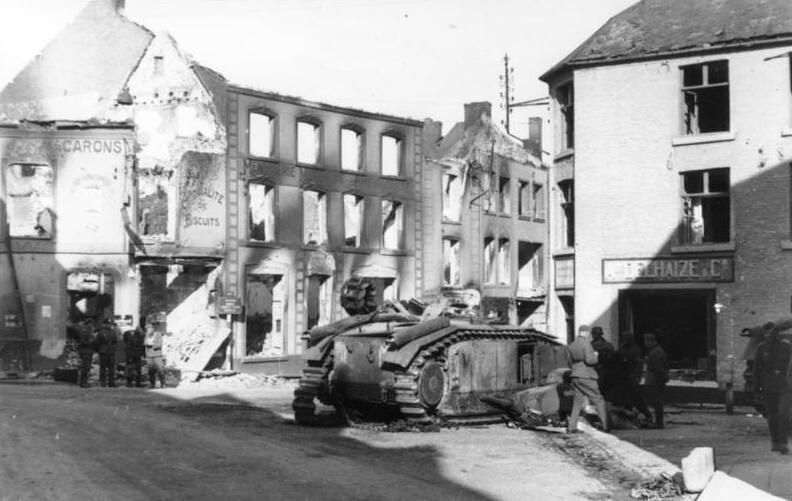
Danos de guerra na cidade valona de Beaumont ocorridos durante os combates em maio de 1940.

A Bélgica tinha seguido uma política de neutralidade desde a sua independência em 1830, evitando com sucesso tornar-se beligerante na Guerra Franco-Prussiana (1870–71). Na Primeira Guerra Mundial, o Império Alemão invadiu a Bélgica. Durante a ocupação que se seguiu, os Aliados encorajaram os trabalhadores belgas a resistir aos ocupantes através do incumprimento, levando a represálias em grande escala contra civis belgas por parte do exército alemão.
À medida que as tensões políticas aumentavam nos anos que antecederam a Segunda Guerra Mundial, o governo belga anunciou novamente a sua intenção de permanecer neutro em caso de guerra na Europa. As forças armadas foram reorganizadas em uma força defensiva e o país abandonou vários tratados militares internacionais aos quais aderiu após a Primeira Guerra Mundial. Iniciou-se a construção de defesas no leste do país. Quando a França e a Grã-Bretanha declararam guerra à Alemanha em setembro de 1939, a Bélgica permaneceu estritamente neutra enquanto mobilizava as suas reservas.
Sem aviso, os alemães invadiram a Bélgica em 10 de maio de 1940. Durante a Batalha da Bélgica, o exército belga foi empurrado para um bolsão no noroeste da Bélgica e rendeu-se em 28 de maio. O governo fugiu para a França e, mais tarde, para o Reino Unido, estabelecendo um governo oficial no exílio sob o primeiro-ministro do pré-guerra, Hubert Pierlot. Foram responsáveis pela formação de uma pequena força militar composta por tropas belgas e coloniais, conhecidas como Forças Belgas Livres e que lutaram como parte das forças Aliadas.

## Administração e governança

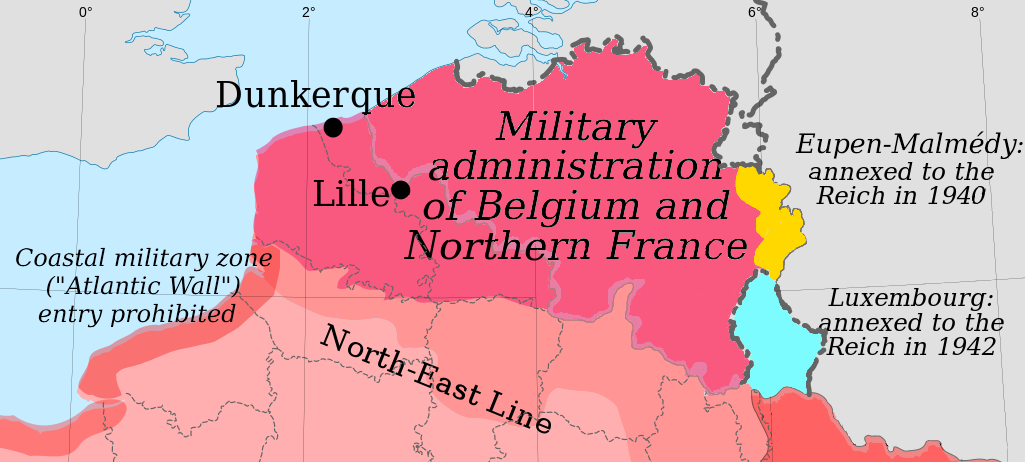
Território da administração militar criada em 1940. Incluía os dois departamentos franceses de Nord e Pas-de-Calais e toda a Bélgica, exceto Eupen-Malmédy.

Pouco depois da rendição do exército belga, a Militärverwaltung in Belgien und Nordfrankreich (uma "Administração Militar" cobrindo a Bélgica e os dois departamentos franceses de Nord e Pas-de-Calais) foi criada pelos alemães com Bruxelas como centro administrativo. A Alemanha anexou Eupen-Malmedy, uma região de língua alemã que a Bélgica havia conquistado após o Tratado de Versalhes de 1919. O Governo Militar foi colocado sob o controle do General Alexander von Falkenhausen, um aristocrata e soldado de carreira. Sob o comando de von Falkenhausen, a administração alemã tinha duas unidades militares à sua disposição: a Feldgendarmerie ("Gendarmaria de Campanha", parte da Wehrmacht) e a Gestapo (a "Polícia Secreta do Estado", parte das SS). A seção do Governo Militar que tratava de questões civis, o Militärverwaltungsstab, comandado por Eggert Reeder, era responsável por todos os assuntos económicos, sociais e políticos do território.
Antes de deixar o país em 1940, o governo belga instalou um painel de altos funcionários públicos, o chamado "Comité de Secretários-Gerais", para administrar o território na ausência de ministros eleitos. Os alemães mantiveram o comitê durante a ocupação e ele foi responsável por implementar as demandas feitas pelo Militärverwaltungsstab. O Comitê esperava impedir que os alemães se envolvessem na administração quotidiana do território, permitindo à nação manter um certo grau de autonomia. O comité também esperava poder impedir a implementação de políticas alemãs mais radicais, como o trabalho forçado e a deportação. Na prática, o Comité apenas permitiu que os alemães implementassem as suas políticas de forma mais eficiente do que o Governo Militar poderia ter feito pela força.
Em julho de 1944, a administração militar foi substituída por um governo civil (Zivilverwaltung), liderado por Josef Grohé. O território foi dividido em Reichsgaue, aumentando consideravelmente o poder do Partido Nazista e das SS no território. Em 1944, os alemães foram cada vez mais forçados a partilhar o poder e a administração quotidiana foi cada vez mais delegada às autoridades e organizações civis belgas.

### Leopoldo III

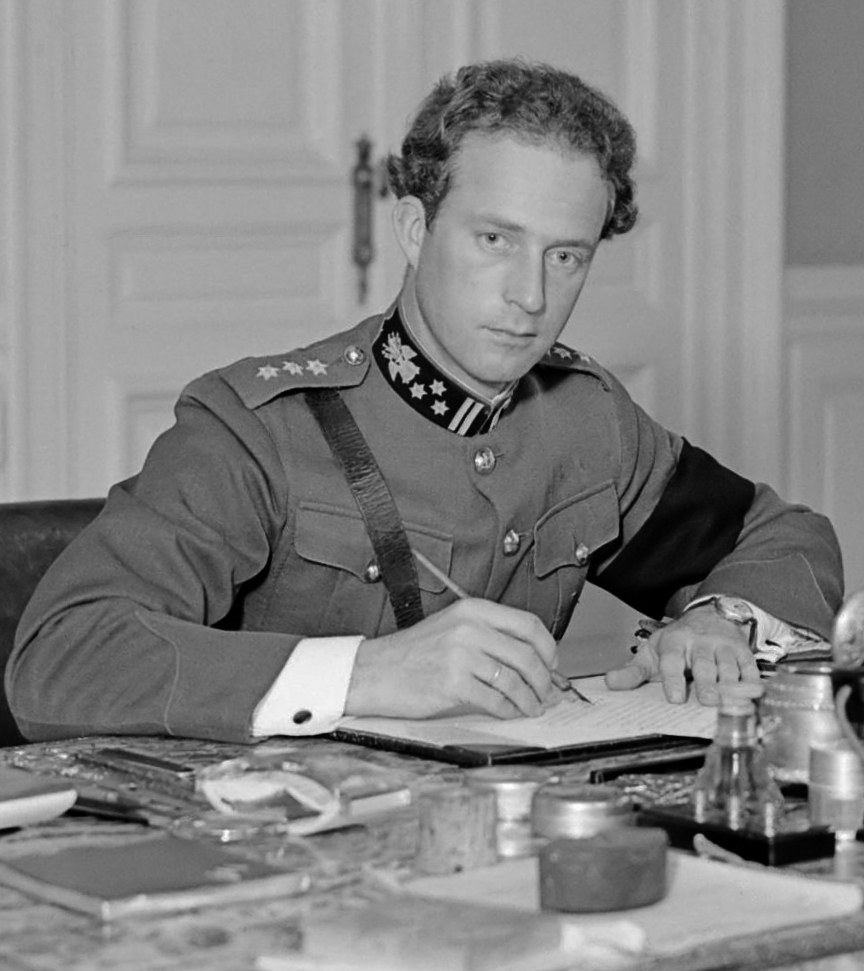
Leopoldo em 1934 após sua ascensão ao trono.

Leopoldo III tornou-se rei dos belgas em 1934, após a morte de seu pai, Alberto I, em um acidente de montanhismo. Leopoldo foi um dos principais expoentes da neutralidade política e militar belga antes da guerra. Sob a Constituição Belga, Leopoldo desempenhou um papel político importante, serviu como comandante-em-chefe das forças armadas e comandou pessoalmente o exército belga em maio de 1940.
Em 28 de maio de 1940, o rei rendeu-se aos alemães ao lado dos seus soldados. Isso violava a constituição, pois contradizia as ordens dos seus ministros, que queriam que ele seguisse o exemplo da rainha holandesa Guilhermina e fugisse para França ou Inglaterra para reunir resistência. A sua recusa em deixar a Bélgica minou a sua legitimidade política aos olhos de muitos belgas e foi vista como um sinal do seu apoio à nova ordem. O rei foi denunciado pelo primeiro-ministro belga, Hubert Pierlot, e declarado "incompetente para reinar" pelo governo no exílio.
Leopoldo estava ansioso para encontrar um acordo com a Alemanha em 1940, esperando que a Bélgica permanecesse como um Estado unificado e semiautônomo dentro de uma Europa dominada pelos alemães. Como parte deste plano, em novembro de 1940, Leopoldo visitou Adolf Hitler, o Führer do Terceiro Reich, em Berchtesgaden para pedir a libertação dos prisioneiros de guerra belgas. Nenhum acordo foi alcançado e Leopoldo voltou para a Bélgica. Isto alimentou a crença de que Leopoldo, que tinha expressado opiniões anti-semitas antes da guerra, estava a colaborar com os nazis em vez de defender os interesses do seu país.

Durante o resto da guerra, Leopoldo foi mantido em prisão domiciliária no Palácio de Laeken. Em 1941, ainda encarcerado, casou-se com Mary Lilian Baels, minando sua popularidade junto ao público belga, que não gostava de Baels e considerava o casamento um descrédito para sua reivindicação ao status de mártir. Apesar de sua posição, ele permaneceu proeminente no território ocupado, e moedas e selos continuaram a ostentar seu retrato ou monograma. Enquanto estava preso, ele enviou uma carta a Hitler em 1942, creditada por ter salvado cerca de 500 mil mulheres e crianças belgas da deportação forçada para fábricas de munições na Alemanha. Em janeiro de 1944, Leopoldo foi transferido para a Alemanha, onde permaneceu durante o resto da guerra.
Apesar da sua posição, Leopoldo continuou a ser uma figura de proa dos movimentos de resistência de direita e a propaganda aliada retratou-o como um mártir, partilhando o destino do seu país.  As tentativas do governo no exílio de perseguir Leopoldo para desertar para o lado Aliado não tiveram sucesso; Leopold recusou-se consistentemente a apoiar publicamente os Aliados ou a denunciar as ações alemãs, como a deportação de trabalhadores belgas.  Depois da guerra, as alegações de que a rendição de Leopoldo tinha sido um acto de colaboração provocaram uma crise política sobre se ele poderia regressar ao trono; conhecida como a Questão Real . Embora a maioria tenha votado em Março de 1950 a favor do regresso de Leopoldo à Bélgica como rei, o seu regresso em Julho de 1950 foi saudado com protestos generalizados na Valónia e uma greve geral que se tornou mortal quando a polícia abriu fogo contra os manifestantes, matando quatro pessoas em 31 de Julho. No dia seguinte, Leopoldo anunciou a sua intenção de abdicar em favor do seu filho, Balduíno, que prestou juramento constitucional perante as Câmaras Unidas do Parlamento Belga como Príncipe Real em 11 de agosto de 1950. Leopold abdicou formalmente em 16 de julho de 1951 e Balduíno ascendeu ao trono e novamente prestou juramento constitucional no dia seguinte.

## Vida na Bélgica ocupada

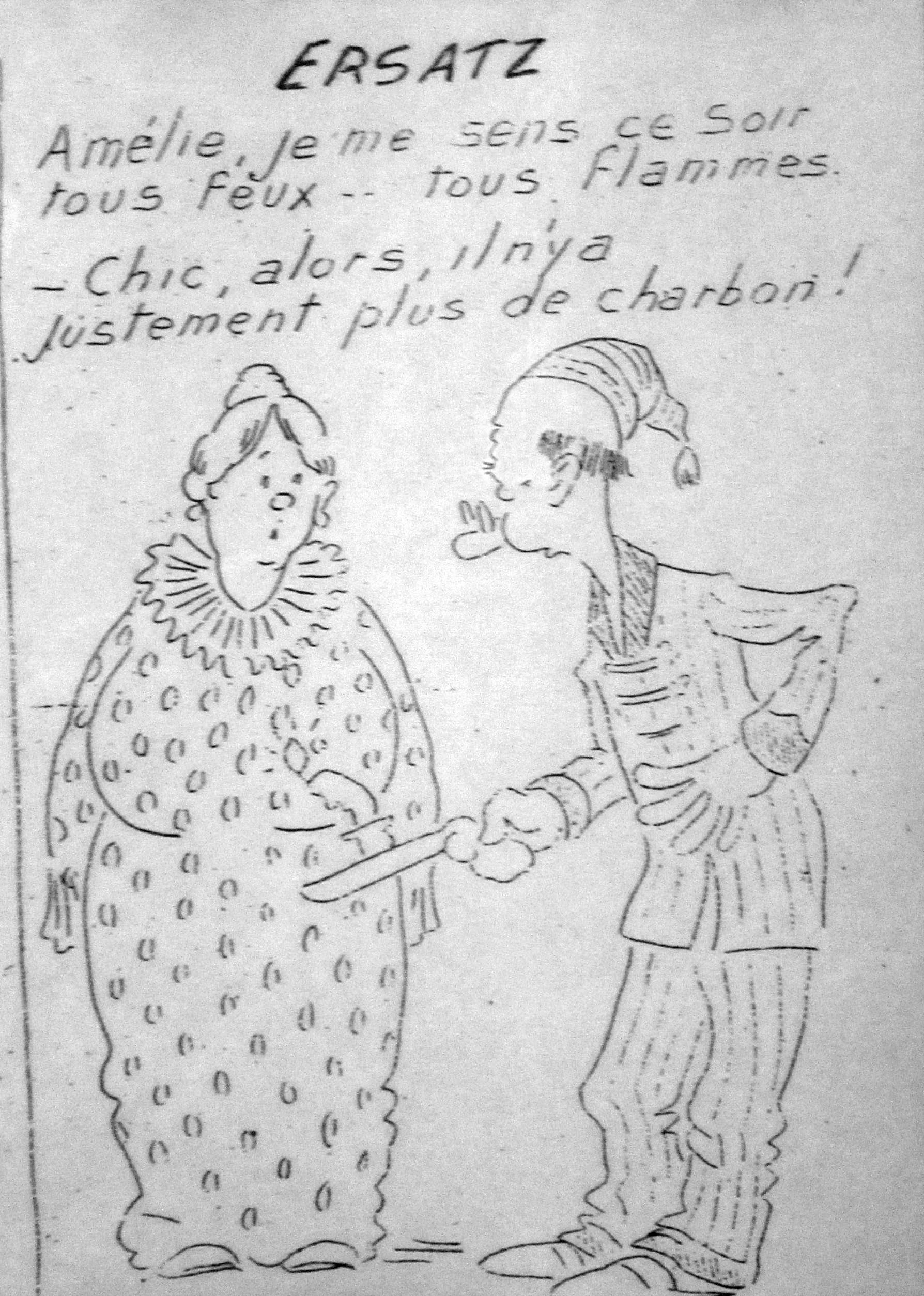
Cartoon contemporâneo satirizando a escassez de combustível na Bélgica ocupada. O homem diz: "Amélie, sinto-me... todo aceso [animado]" ao que a mulher responde "Ótimo, porque não sobrou mais carvão".

Os padrões de vida na Bélgica ocupada diminuíram significativamente em relação aos níveis anteriores à guerra. Os salários estagnaram, enquanto as autoridades ocupantes triplicaram a quantidade de dinheiro em circulação, levando a uma inflação galopante.
As autoridades ocupantes controlavam rigorosamente quais os jornais que podiam ser publicados e quais notícias podiam imprimir. Jornais de partidos políticos pró-nazistas continuaram a ser impressos, juntamente com os chamados jornais "roubados", como o Le Soir ou Het Laatste Nieuws, que foram publicados por grupos pró-alemães sem a permissão de seus proprietários. Apesar da censura rígida e do conteúdo propagandista, a circulação destes jornais permaneceu elevada, assim como as vendas de jornais partidários como Le Pays Réel e Volk en Staat. Muitos civis ouviam transmissões regulares da Grã-Bretanha, a chamada Rádio Belgique, apesar de ter sido oficialmente proibida a partir de dezembro de 1940.
A maioria dos belgas continuou as suas profissões pré-guerra durante a ocupação. O cartunista belga Hergé, cujo trabalho desde 1928 contribuiu para a popularização dos quadrinhos na Europa, completou três volumes de As Aventuras de Tintim sob a ocupação, serializados no jornal pró-alemão Le Soir.

### Racionamento
Antes da guerra, o governo belga planejou um sistema de racionamento de emergência, que foi implementado no dia da invasão alemã. A autoridade de ocupação alemã utilizou a dependência da Bélgica das importações de alimentos como instrumento de negociação. A quantidade de alimentos permitida aos cidadãos belgas era cerca de dois terços daquela permitida aos cidadãos alemães comparáveis e estava entre as mais baixas da Europa ocupada. Em média, a escassez de alimentos levou a uma perda de cinco a sete quilogramas de peso por belga só em 1940.
Um cidadão belga tinha direito a 225 gramas (7,9 oz) de pão por dia, e 250 gramas (8,8 oz) de manteiga, 1 quilograma (2,2 lb) de açúcar, 1 quilograma (2,2 lb) de carne e 15 quilogramas (33 lb) de batatas por mês. Mais tarde na guerra, mesmo isto nem sempre estava disponível e muitos civis sobreviveram da pesca ou do cultivo de vegetais em lotes.
Devido ao racionamento rigoroso, surgiu um mercado negro de alimentos e outros bens de consumo. A comida no mercado negro era extremamente cara. Os preços podiam ser 650% mais elevados do que nas lojas legais  e aumentaram constantemente durante a guerra. Devido aos lucros obtidos, o mercado negro gerou redes grandes e bem organizadas. Numerosos membros da administração alemã estiveram envolvidos no mercado negro, roubando suprimentos militares ou oficiais e revendendo-os.

### Bombardeio aliado

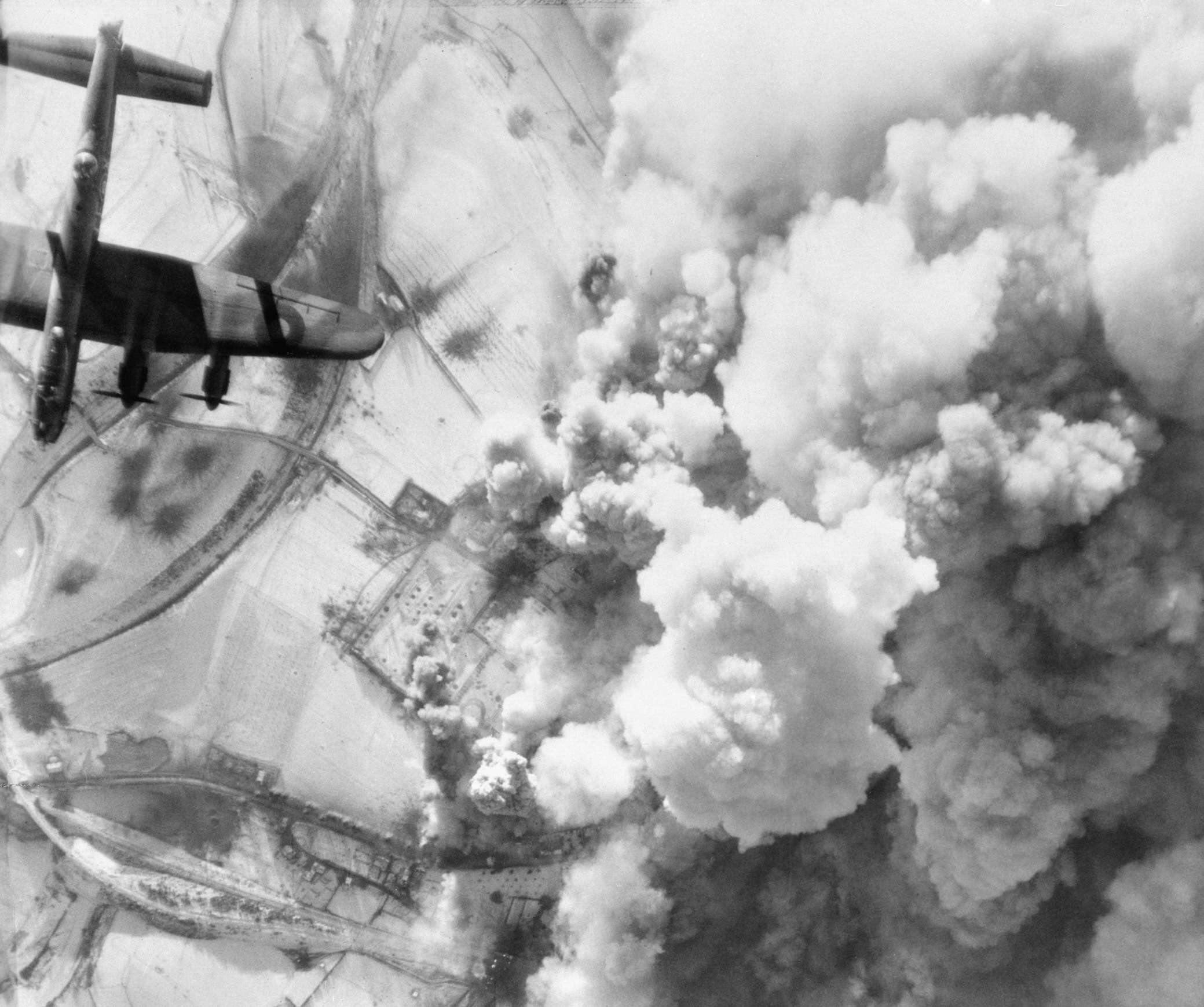
Bombardeiros Lancaster da RAF atacam a cidade belga de St. Vith nas Ardenas, 1944.

Fábricas, portos e outros locais estratégicos utilizados pelo esforço de guerra alemão eram alvos frequentes de bombardeiros aliados da Força Aérea Real britânica (RAF) e das Forças Aéreas do Exército dos Estados Unidos (USAAF). Muitos deles estavam localizados em vilas e cidades, e a imprecisão do bombardeio resultou em baixas civis substanciais.
Nos primeiros anos da ocupação, os bombardeamentos aliados assumiram a forma de ataques em pequena escala contra alvos específicos, como os portos de Knokke e Zeebrugge, e contra aeródromos da Luftwaffe. Os alemães incentivaram a construção de 6.000 abrigos antiaéreos entre 1941 e 1942, a um custo de 220 milhões de francos. A partir de 1943, os Aliados começaram a atacar locais em áreas urbanas. Num ataque à Oficina Mecânia de Erla na cidade de Mortsel (perto de Antuérpia) em 5 de abril de 1943, apenas duas bombas lançadas pelas Fortalezas Voadoras B-17 da 8ª Força Aérea dos EUA caíram sobre o alvo pretendido. As restantes 24 toneladas de bombas caíram sobre áreas civis, matando 936 pessoas e ferindo mais 1.340.
Durante a preparação para o Dia D, na primavera de 1944, os Aliados lançaram o Plano de Transportes, realizando bombardeamentos intensivos de entroncamentos ferroviários e redes de transporte em todo o norte de França e na Bélgica. Muitos destes alvos estavam em cidades próximas de áreas civis densamente povoadas, como La Louvière e Kortrijk, na Bélgica, que foram bombardeadas em março de 1944. Somente a fase de bombardeio que antecedeu o Dia D resultou em 1.500 vítimas civis. O bombardeamento de alvos na Bélgica aumentou constantemente à medida que os Aliados avançavam para oeste através da França. Os bombardeios aliados durante a libertação em setembro de 1944 mataram 9.750 belgas e feriram 40.000.
A política Aliada foi condenada por muitas figuras importantes na Bélgica, incluindo o Cardeal van Roey, que apelou aos comandantes Aliados para "pouparem os bens privados dos cidadãos, caso contrário o mundo civilizado um dia chamará à responsabilidade os responsáveis pelo terrível tratamento dispensado para um país inocente e leal".

## Situação econômica
O governo alemão impôs os custos da ocupação militar aos belgas através de impostos, ao mesmo tempo que exigia "custos de ocupação externa" (ou "encargos antibolcheviques") para apoiar operações noutros locais. No total, a Bélgica foi forçada a pagar quase dois terços do seu rendimento nacional por estes encargos, o que equivale a 5,7 mil milhões de Reichsmarks (equivalente a  23 bilhões de euros 2021) ao longo da ocupação. O valor do franco belga foi artificialmente suprimido, aumentando ainda mais o tamanho da carga antibolchevique e beneficiando as empresas alemãs que exportavam para o país ocupado.
As consideráveis reservas de ouro belgas, nas quais o Belga estava garantido, foram transportadas principalmente para a Grã-Bretanha, Canadá e Estados Unidos antes da invasão alemã. A Belga era uma moeda baseada em ouro paralela ao franco belga, destinada a transações de exportação. Foi fixado em um Belga a 5 francos e foi suspenso durante a guerra. Mais de 198 toneladas, no entanto, foram confiadas ao Banque de France antes da guerra e enviadas para Dacar, na África Ocidental Francesa. Sob o regime pró-alemão de Vichy, o ouro foi apreendido pelos alemães, que o usaram para comprar munições da neutras Suíça e Suécia.

### Doutrina Galopin
Antes de fugir em maio de 1940, o governo belga criou um órgão de importantes figuras económicas, sob a liderança de Alexandre Galopin, conhecido como "Comité Galopin". Galopin era o diretor da Société Générale de Belgique (SGB), uma empresa que dominava a economia belga e controlava quase 40% da produção industrial do país. A comissão conseguiu negociar com as autoridades alemãs e também esteve em contacto com o governo no exílio.
Galopin foi o pioneiro em uma política polêmica, conhecida como "Doutrina Galopin". A Doutrina decretou que as empresas belgas continuassem a produzir bens necessários à população belga (alimentos, bens de consumo, etc.) sob os ocupantes alemães, mas recusaram-se a produzir material de guerra ou qualquer coisa que pudesse ser utilizada no esforço de guerra alemão. A política esperava evitar uma repetição da Primeira Guerra Mundial, quando os Aliados encorajaram os trabalhadores belgas a resistir passivamente aos alemães, recusando-se a trabalhar. Em vez disso, os alemães deportaram trabalhadores e maquinaria industrial belgas para fábricas alemãs, beneficiando ainda mais a sua economia. A política também esperava evitar um declínio industrial que teria efeitos negativos na recuperação do país após a guerra; no entanto, muitos consideraram a política como uma colaboração. Entre 1941 e 1942, as autoridades alemãs começaram a forçar os empresários belgas a fazer uma escolha explícita entre obedecer à Doutrina (e recusar-se a produzir materiais de guerra, sob risco de morte) e contornar a doutrina como colaboradores.

### Deportação e trabalho forçado

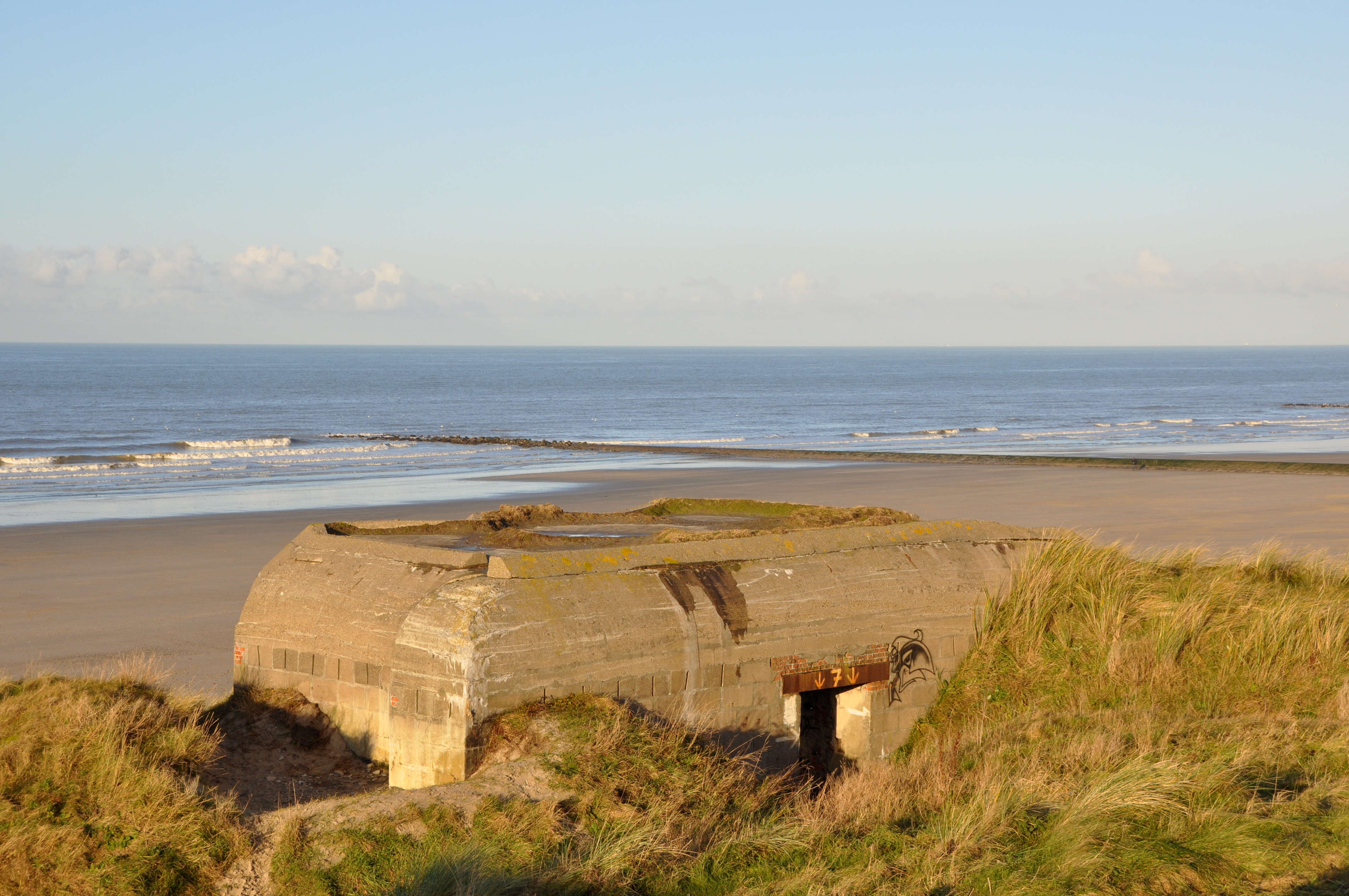
Um bunker alemão da Muralha do Atlântico perto de Ostende, construído pela Organização Todt.

Antes de 1941, os trabalhadores belgas podiam voluntariar-se para trabalhar na Alemanha; quase 180 mil belgas inscreveram-se, esperando melhores salários e condições de vida.  Cerca de 3.000 belgas aderiram à Organização Todt (OT), e mais 4.000 juntaram-se ao corpo paramilitar de abastecimento alemão, o Nationalsozialistisches Kraftfahrkorps (NSKK). Os números, no entanto, revelaram-se insuficientes. Apesar dos protestos dos Secretários-Gerais, a deportação obrigatória de trabalhadores belgas para a Alemanha começou em outubro de 1942. No início do regime, as empresas belgas eram obrigadas a selecionar 10% da sua força de trabalho, mas a partir de 1943 os trabalhadores foram recrutados por faixa etária. 145.000 belgas foram recrutados e enviados para a Alemanha, a maioria para trabalhar em empregos manuais na indústria ou na agricultura para o esforço de guerra alemão. As condições de trabalho dos trabalhadores forçados na Alemanha eram notoriamente precárias. Os trabalhadores recebiam pouco e trabalhavam muitas horas, e os que trabalhavam nas cidades alemãs eram particularmente vulneráveis aos bombardeamentos aéreos aliados.
Após a introdução da deportação obrigatória, 200.000 trabalhadores belgas - apelidados de réfractaires (refratários) ou onderduikers (pessoas escondidas) -esconderam-se por medo de serem recrutados. Os réfractaires foram frequentemente auxiliados por organizações de resistência, como a Organização Sócrates dirigida pelo Front de l'Indépendance, que fornecia alimentos e documentos falsos. Muitos réfractaires passaram a se alistar em grupos de resistência, aumentando enormemente seu número a partir do final de 1942.

## Prisioneiros de guerra belgas
Após a derrota belga, cerca de 225.000 soldados belgas (cerca de 30% da força total mobilizada em 1940) que tinham sido feitos prisioneiros de guerra em 1940 foram enviados para campos de prisioneiros de guerra na Alemanha. A maioria dos que estavam em cativeiro (145.000) eram flamengos e 80.000 eram valões. A maioria eram reservistas, e não soldados profissionais, antes do início da guerra e da sua detenção criar uma grande escassez de mão-de-obra em ocupações civis.
Como parte de sua "Política Flamenga" (em alemão:  Flamenpolitik), os alemães começaram a repatriar prisioneiros de guerra flamengos em agosto de 1940. Em fevereiro de 1941, 105.833 soldados flamengos foram repatriados. Gradualmente, mais prisioneiros foram libertados, mas 67.000 soldados belgas ainda estavam em cativeiro em 1945. Muitos prisioneiros de guerra foram forçados a trabalhar em pedreiras ou na agricultura e cerca de 2.000 morreram no cativeiro.

## Repressão

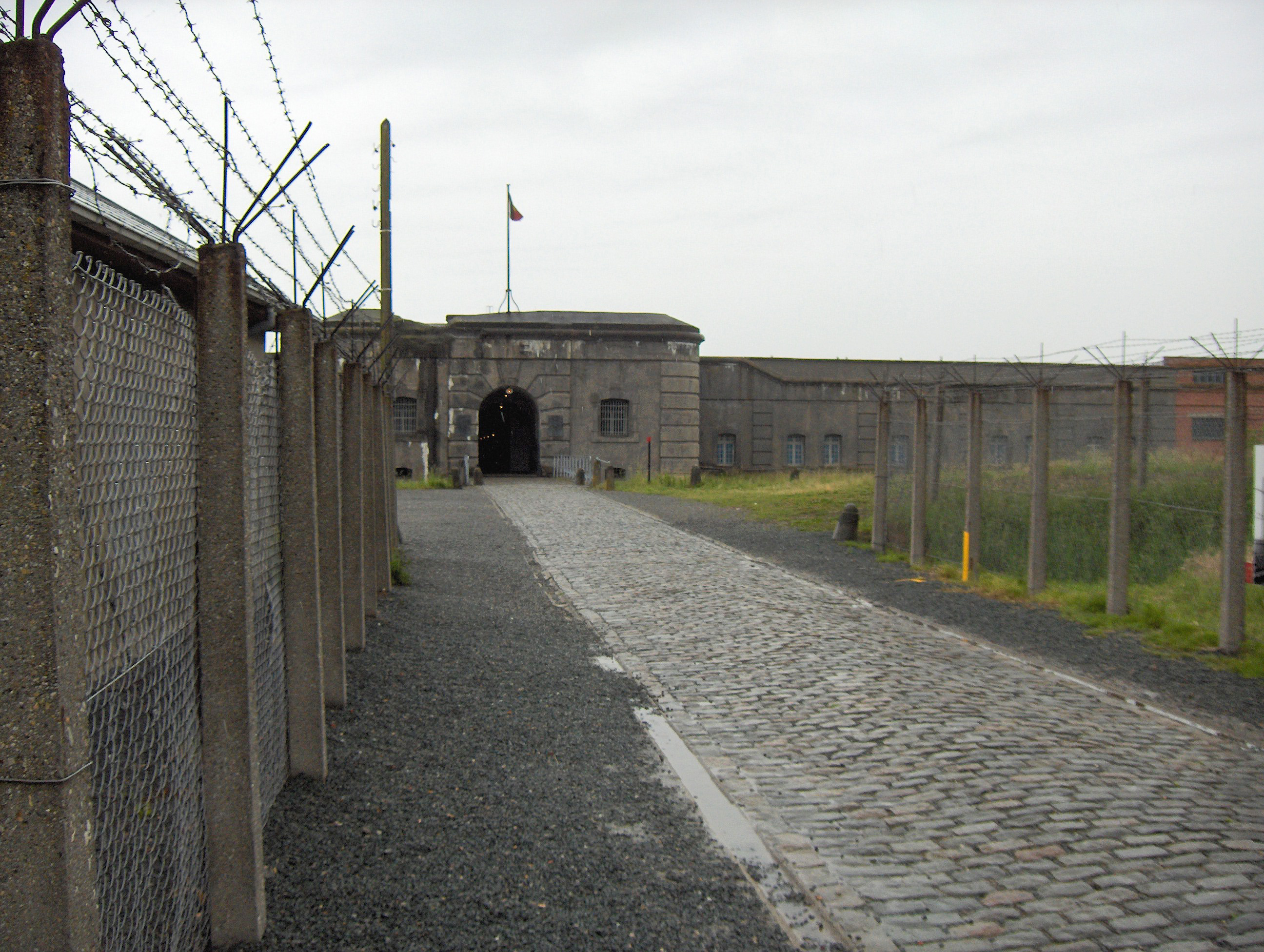
Vista da entrada do Forte Breendonk, um campo de prisioneiros em grande parte reservado a membros da resistência e dissidentes políticos, perto de Mechelen.

No primeiro ano da ocupação, a administração alemã prosseguiu uma política conciliatória para com o povo belga, a fim de obter o seu apoio e cooperação. Esta política deveu-se, em parte, ao facto de haver pouca actividade de resistência e porque as exigências que os alemães precisavam de fazer aos civis e às empresas belgas eram relativamente pequenas devido ao seu sucesso militar. Durante os combates na Bélgica, no entanto, ocorreram incidentes de massacres contra civis belgas pelas forças alemãs, nomeadamente o Massacre de Vinkt, no qual 86 civis foram mortos.
A partir de 1941, o regime tornou-se significativamente mais repressivo. Isto foi em parte resultado das crescentes exigências sobre a economia alemã criadas pela invasão da União Soviética, bem como da decisão de implementar políticas raciais nazistas. A partir de agosto de 1941, o Governo Militar anunciou que por cada alemão assassinado pela resistência, cinco reféns civis belgas seriam executados. Embora o comando militar alemão, o Oberkommando der Wehrmacht (OKW), havia aconselhado uma proporção de 50 civis para cada soldado alemão morto, von Falkenhausen moderou a política e decretou que os reféns fossem selecionados entre prisioneiros políticos e criminosos, em vez de civis escolhidos aleatoriamente. A perseguição sistemática às minorias (como judeus, ciganos e maçons) começou a partir de 1942, e também foi associada a uma repressão muito mais rigorosa à dissidência política belga.

### Perseguição aos judeus e o Holocausto
No início da guerra, a população da Bélgica era esmagadoramente católica. Os judeus constituíam a maior população não-cristã do país, totalizando entre 70 e 75.000 em uma população de 8 milhões. A maioria vivia em grandes cidades da Bélgica, como Antuérpia e Bruxelas. A grande maioria eram imigrantes recentes na Bélgica, fugindo da perseguição na Alemanha e na Europa Oriental e, como resultado, apenas uma pequena minoria possuía efectivamente a cidadania belga.

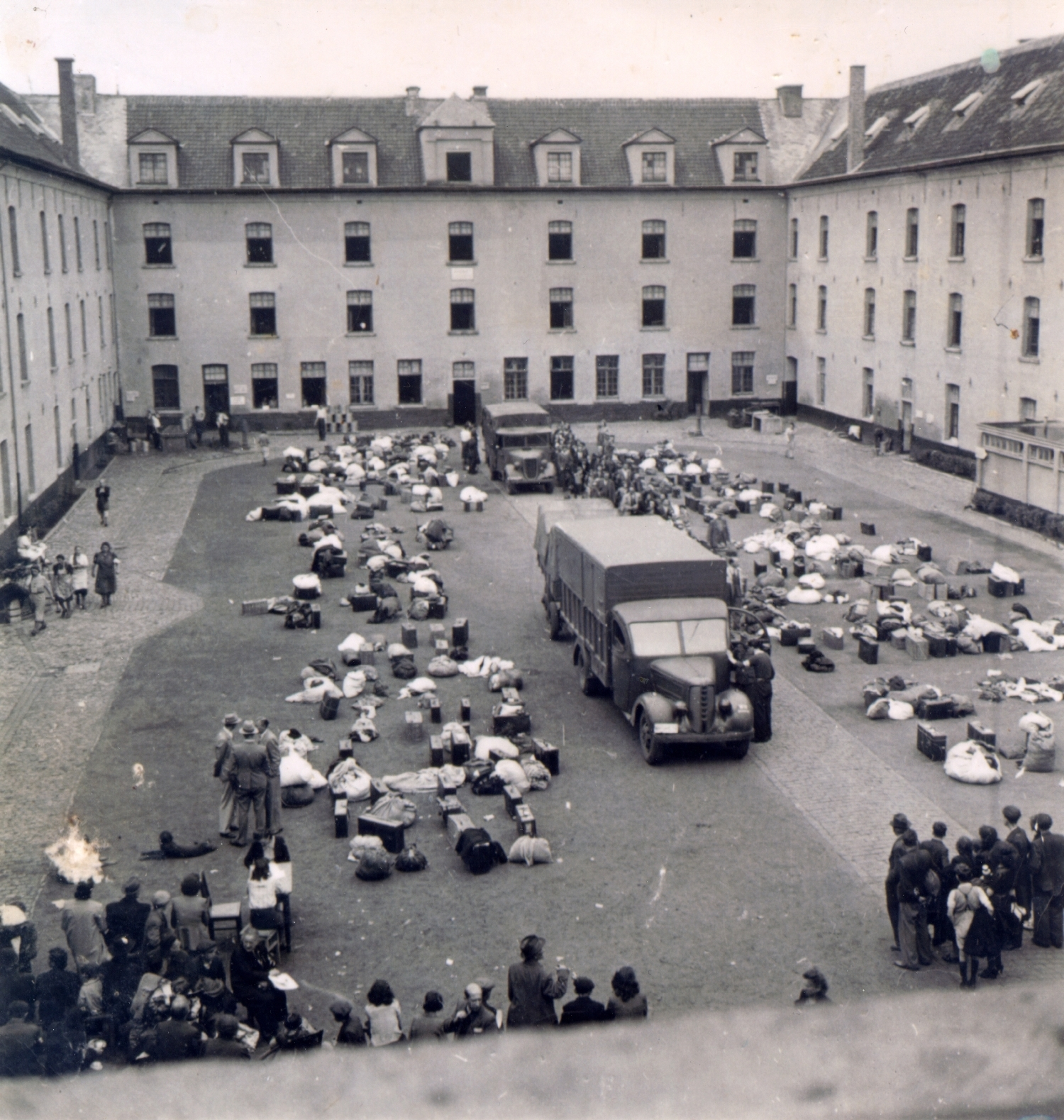
O Campo de Trânsito de Mechelen em 1942, após a chegada de judeus belgas capturados durante a noite

Pouco depois da invasão da Bélgica, o Governo Militar aprovou uma série de leis anti-judaicas (semelhantes às leis de Vichy sobre o estatuto dos judeus) em outubro de 1940. O Comité de Secretários-Gerais recusou-se desde o início a cooperar na aprovação de quaisquer medidas anti-judaicas e o Governo Militar parecia não estar disposto a aprovar mais legislação. O governo alemão começou a confiscar negócios de propriedade de judeus e forçou os judeus a deixarem cargos no serviço público. Em abril de 1941, sem ordens das autoridades alemãs, membros do Algemeene-SS Vlaanderen e outros fascistas flamengos saquearam duas sinagogas na Antuérpia e queimaram a casa do rabino-chefe da cidade no chamado "Pogrom da Antuérpia". Os alemães também criaram um Judenrat no país, a Associação dos Judeus na Bélgica (Association des Juifs en Belgique, AJB) na qual todos os judeus eram obrigados a se inscrever.
Como parte da "Solução Final" de 1942, a perseguição aos judeus belgas aumentou. A partir de maio de 1942, os judeus foram forçados a usar distintivos amarelos da Estrela de David para marcá-los em público. Utilizando os registos compilados pela AJB, os alemães começaram a deportar judeus para campos de concentração construídos pelos alemães na Polónia ocupada. Os judeus escolhidos nas listas foram obrigados a comparecer ao recém-criado campo de trânsito de Mechelen; foram então deportados de trem para campos de concentração em Auschwitz e Bergen-Belsen. Entre agosto de 1942 e julho de 1944, cerca de 25 mil judeus e 350 ciganos foram deportados da Bélgica; mais de 24.000 foram mortos antes que seus campos fossem libertados pelos Aliados. Entre eles estava o célebre artista Felix Nussbaum.

A partir de 1942 e com a introdução dos emblemas da Estrela de Davi, a oposição ao tratamento dispensado aos judeus entre a população em geral na Bélgica cresceu. No final da ocupação, mais de 40% de todos os judeus na Bélgica estavam escondidos; muitos deles escondidos por gentios e em particular por padres e freiras católicos. Alguns foram ajudados pela resistência organizada, como o Comité de Défense des Juifs (CDJ), que fornecia alimentação e moradia segura. Muitos dos judeus escondidos juntaram-se à resistência armada. O tratamento dispensado aos judeus foi denunciado pelo principal sacerdote católico da Bélgica, o cardeal Jozef-Ernest van Roey, que descreveu o seu tratamento como "desumano". Os Partisans Armés tinha uma seção judaica notavelmente grande em Bruxelas. Em abril de 1943, membros do CDJ atacaram o vigésimo comboio ferroviário para Auschwitz e conseguiram resgatar muitos dos passageiros.

### Dissidência política
Por causa do Pacto Nazi-Soviético, assinado em 1939, o Partido Comunista foi brevemente tolerado nas fases iniciais da ocupação. Coincidindo com a invasão da União Soviética em junho de 1941, no entanto, os alemães prenderam um grande número de comunistas (identificados em dossiês policiais compilados antes da guerra) em uma operação chamada "Solstício de Verão" (em alemão:  Sommersonnenwende). Em setembro de 1942, os alemães prenderam mais de 400 trabalhadores os quais temiam estarem planejando uma greve em grande escala.

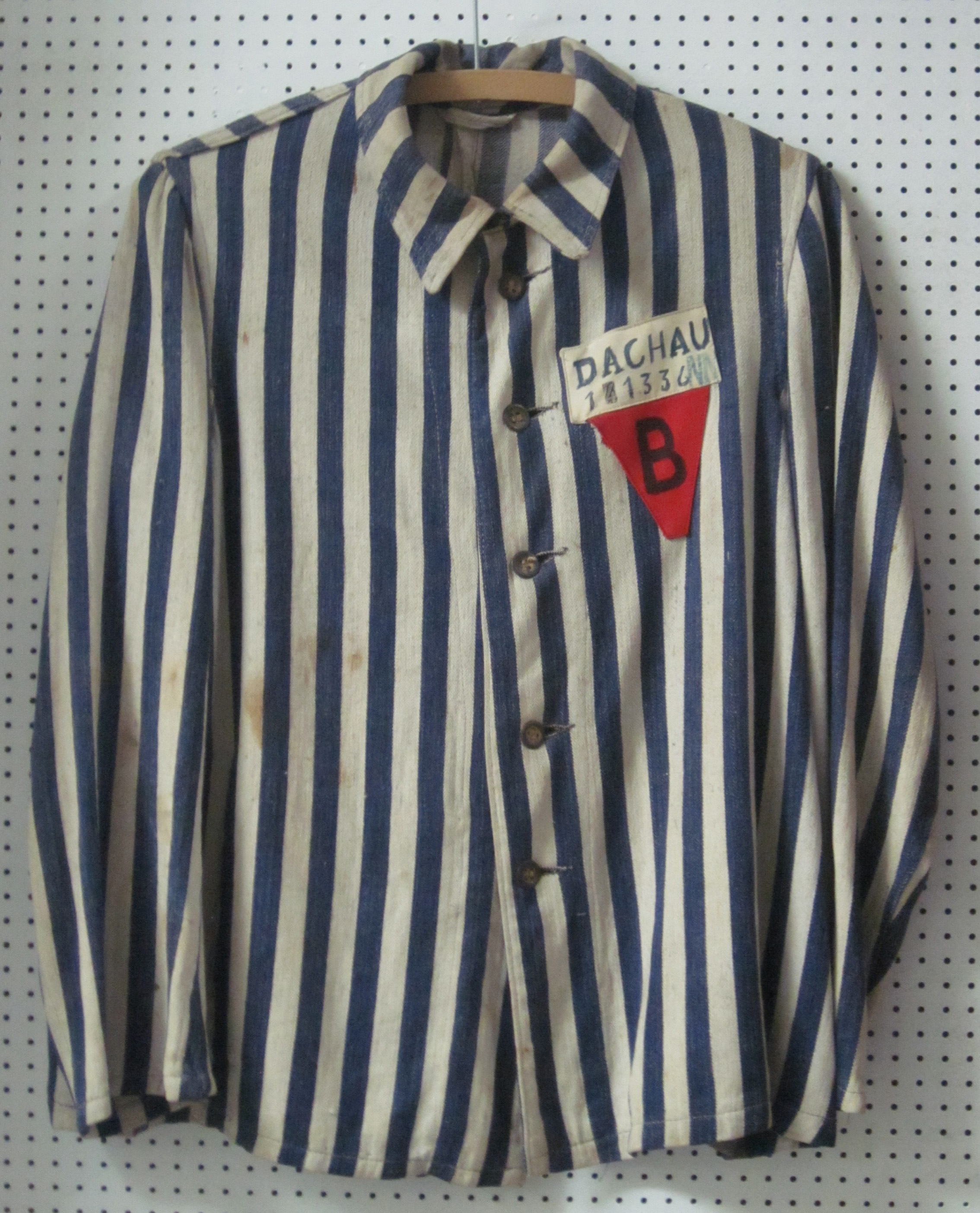
Uniforme de prisioneiro em Dachau. O triângulo vermelho (com a letra “B”) identifica o usuário como um prisioneiro político da Bélgica.

Muitos políticos importantes que se opuseram aos nazis antes da guerra foram presos e deportados para campos de concentração na Alemanha e na Polónia ocupada pelos alemães, como parte da Nacht und Nebel (literalmente "Noite e Nevoeiro"). Entre eles estava Paul-Émile Janson, de 71 anos, que serviu como primeiro-ministro entre 1937 e 1938. Ele foi preso em sua casa na Bélgica em 1943 e deportado para o campo de concentração de Buchenwald, onde morreu em 1944. Muitos membros da resistência capturados também foram enviados para campos de concentração. Albert Guérisse (um dos principais membros da linha de fuga "Pat") foi preso em Dachau e serviu brevemente como presidente do "Comitê Internacional de Prisioneiros" do campo após sua libertação pelo Exército dos Estados Unidos.
Em 1940, o exército alemão requisitou um antigo forte do exército belga em Breendonk e transformou-o num Anhaltelager ou campo de prisioneiros. Inicialmente, o campo de prisioneiros foi usado para deter judeus, mas a partir de 1941 a maioria dos detidos em Breendonk eram prisioneiros políticos ou membros capturados da resistência. Embora fosse razoavelmente pequeno, o campo era famoso por suas más condições e alta taxa de mortalidade. Foi também onde ocorreram execuções sumárias de reféns em represália a ações de resistência. Excepcionalmente, Breendonk era guardado principalmente por colaboradores flamengos do Vlaamse SD-wacht, em vez de soldados alemães. Os prisioneiros eram frequentemente torturados, ou mesmo atacados pelo cão do comandante do campo, e forçados a mover manualmente toneladas de terra ao redor do forte. Muitos foram sumariamente executados e outros ainda morreram devido às condições do campo. Das 3.500 pessoas encarceradas em Breendonk entre novembro de 1942 e abril de 1943, cerca de 300 pessoas foram mortas no próprio campo, tendo pelo menos 84 morrido em consequência de privação ou tortura. Foram poucos os presos que permaneceram por muito tempo em Breendonk, sendo enviados para campos de concentração maiores na Alemanha.

## Colaboração
Tanto a Flandres como a Valónia tinham partidos fascistas de direita que foram estabelecidos na década de 1930, muitas vezes com os seus próprios jornais e organizações paramilitares. Todos apoiaram a política belga de neutralidade antes da guerra, mas após o início da ocupação começaram a colaborar activamente com os alemães. Devido às suas diferentes origens ideológicas, muitas vezes divergiam dos nazis numa variedade de questões ideológicas, como o papel do catolicismo ou o estatuto do Flandres. Embora tivessem mais liberdade do que outros grupos políticos, os alemães não confiavam plenamente nestas organizações e, mesmo no final de 1941, identificaram-nas como uma potencial "ameaça à segurança do Estado".
Após a guerra, 53.000 cidadãos belgas (0,6 % da população) foram considerados culpados de colaboração, fornecendo a única estimativa do número envolvido durante o período. Cerca de 15.000 belgas serviram em duas divisões separadas da Waffen-SS, divididas segundo linhas linguísticas. Em particular, muitos belgas foram persuadidos a trabalhar com os ocupantes como resultado da hostilidade de longa data ao comunismo, especialmente após a invasão da União Soviética em 1941.
Em 1944, os grupos colaboracionistas belgas começaram a sentir-se cada vez mais abandonados pelo governo alemão à medida que a situação se deteriorava. À medida que os ataques de resistência contra eles aumentavam, os partidos colaboracionistas tornaram-se mais violentos e lançaram represálias contra civis, incluindo o Massacre de Courcelles em agosto de 1944.

### Na Flandres

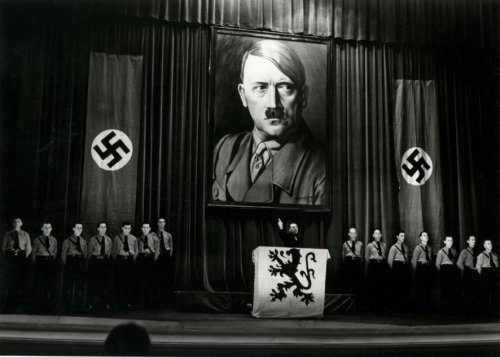
Uma reunião do Algemeene-SS Vlaanderen em Gante, em 1941

Antes da guerra, existiam vários movimentos fascistas na Flandres. Os dois principais partidos do Movimento Flamengo do pré-guerra, o Vlaams Nationaal Verbond (VNV) e Verdinaso, apelou à criação de uma Flandres autoritária independente ou "Dietse Staat" abrangendo tanto a Flandres como os Países Baixos. Pouco depois da ocupação, o VNV decidiu colaborar com os alemães e logo se tornou o maior grupo da Flandres, ganhando muitos membros depois do Verdinaso, dissolvido em 1941, e depois de se fundir com a ala flamenga do Partido Rexista em todo o país. Havia também uma organização, a Duits-Vlaamse Arbeidsgemeenschap ("Comunidade de Trabalho Alemão-Flamenga", conhecida pela sigla DeVlag), que defendia o anticlericalismo de estilo nazista e a inclusão do Flandres na própria Alemanha.
Durante a ocupação na Primeira Guerra Mundial, os alemães tinham favorecido a zona flamenga do país na chamada Flamenpolitik, apoiando os movimentos culturais e políticos flamengos. Esta política foi continuada durante a Segunda Guerra Mundial, à medida que o governo militar incentivou os partidos do Movimento Flamengo, especialmente o VNV, e promoveu nacionalistas flamengos, como Victor Leemans, a importantes cargos administrativos no território ocupado. Por sua vez, o VNV foi importante no recrutamento de homens para uma nova "Legião Flamenga", uma unidade de infantaria dentro da Wehrmacht, formada em julho de 1941 após a invasão da Rússia. Em 1943, a legião foi "anexada" à Waffen SS como a 27ª Divisão SS <i id="mwApo">Langemarck</i>, apesar dos protestos do partido. A unidade lutou na Frente Oriental, onde sofreu 10% de baixas. Os alemães também encorajaram a formação de organizações paramilitares flamengas independentes, como a Vlaamse Wacht ("Guarda Flamenga"), fundada em maio de 1941, que esperavam que eventualmente pudesse atuar como guarnição na região, liberando as tropas alemãs para o front.
A partir de 1942, o domínio do VNV foi cada vez mais desafiado pelo DeVlag, mais radical, que contava com o apoio das SS e do Partido Nazista. DeVlag era intimamente afiliado ao paramilitar Algemeene-SS Vlaanderen ("SS-Geral do Flanders"), que estava estacionado na própria Bélgica e envolvido no chamado Pogrom da Antuérpia de 1941.

### Na Valônia
Embora fascista e anti-semita, a ideologia do Rex estava mais alinhada com o Partito Nazionale Fascista de Benito Mussolini do que com o Partido Nazista antes da guerra. O jornal do Rex, Le Pays Réel, que frequentemente atacava o suposto anticlericalismo nazista, foi até proibido de circular na Alemanha na década de 1930. Com a invasão alemã, no entanto, o  Rex aceitou rapidamente a ocupação e tornou-se uma importante força de colaboração na Valônia.

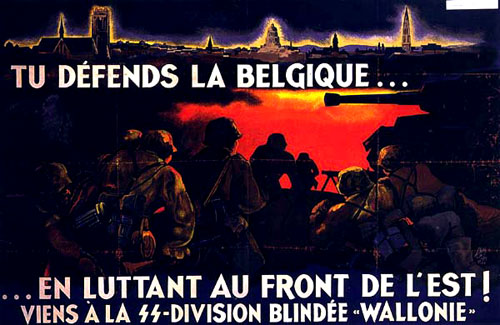
Um pôster de recrutamento para a 28ª Divisão SS "Wallonien" de língua francesa. A legenda diz "Você defende a Bélgica... lutando na Frente Oriental".

Como resultado da Flamenpolitik, o Rex não recebeu o mesmo status favorecido concedido aos fascistas flamengos. No entanto, foi-lhe permitido republicar o seu jornal e restabelecer e expandir a sua ala paramilitar, as Formations de Combat, que havia sido proibido antes da guerra. Em abril de 1943, Rex declarou-se parte da SS. As Formations de Combat foram responsáveis por numerosos ataques contra judeus e, a partir de 1944, também participaram de represálias arbitrárias contra civis por ataques da resistência. Em 1944, paramilitares rexistas massacraram 20 civis na aldeia de Courcelles em retaliação ao assassinato de um político rexista por membros da resistência.
Léon Degrelle, o fundador e líder do Rex, ofereceu-se para formar uma "Legião Valona" na Wehrmacht, mas seu pedido foi negado pelos alemães que questionaram sua viabilidade. Foi finalmente aceito em julho de 1941, após a invasão da Rússia, e Degrelle se alistou. Como parte da Flamenpolitik, os alemães recusaram as exigências de Degrelle de uma "Legião Belga", preferindo apoiar a criação de unidades linguísticas separadas. Após um breve período de combates, ficou claro que a Legião da Valônia sofria de falta de treinamento e de lutas políticas internas. A unidade foi reformada e enviada para a Frente Oriental, e tornou-se parte da Waffen SS como a 28ª Divisão SS Wallonien em 1943. Durante os combates no Bolsão de Korsun-Cherkassy, a unidade foi quase aniquilada e seu popular comandante, Lucien Lippert, foi morto. Para compensar os efetivos, e por falta de voluntários belgas, a unidade recebeu voluntários franceses e espanhóis.

## Resistência

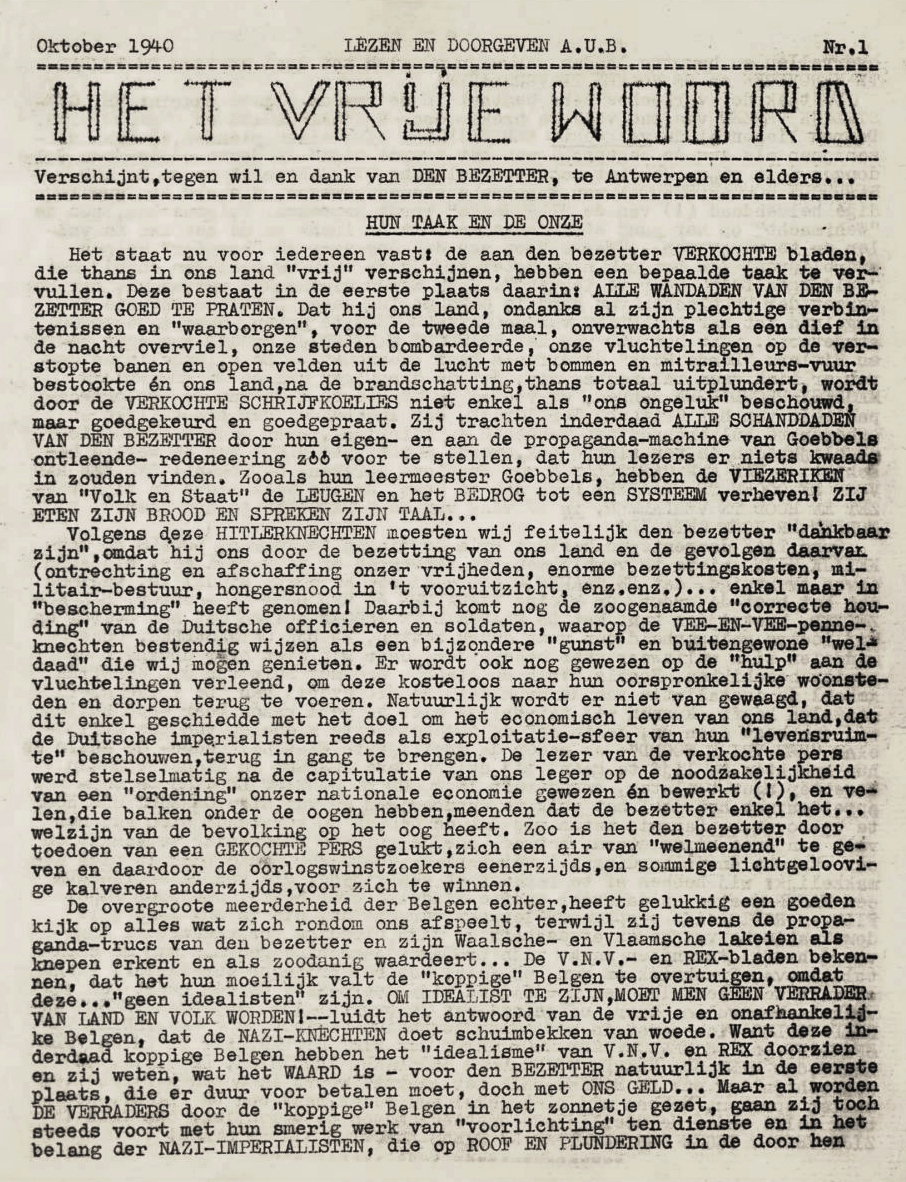
O Het Vrije Woord, um típico jornal clandestino de língua holandesa.

A resistência aos ocupantes alemães começou na Bélgica no inverno de 1940, depois da derrota alemã na Batalha da Grã-Bretanha ter deixado claro que a guerra não estava perdida para os Aliados. O envolvimento em actividades ilegais de resistência foi uma decisão tomada por uma minoria de belgas (aproximadamente 5% da população), mas muitos mais estiveram envolvidos em resistência passiva. Se capturados, os membros da resistência arriscavam tortura e execução, e cerca de 17.000 foram mortos durante a ocupação.
A greve foi a forma mais notável de resistência passiva e muitas vezes ocorreu em datas simbólicas, como 10 de maio (aniversário da invasão alemã), 21 de julho (Dia Nacional) e 11 de novembro (aniversário da rendição alemã na Primeira Guerra Mundial). A maior foi a "Greve dos 100.000", que eclodiu em 10 de maio de 1941 na siderúrgica Cockerill em Seraing. A notícia da greve espalhou-se rapidamente e em breve pelo menos 70 mil trabalhadores estavam em greve em toda a província de Liége. Os alemães aumentaram os salários dos trabalhadores em 8% e a greve terminou rapidamente. Os alemães reprimiram greves posteriores em grande escala, embora outras greves importantes tenham ocorrido em novembro de 1942 e fevereiro de 1943. A resistência passiva, no entanto, também poderia assumir a forma de acções muito menores, como oferecer um lugar nos bondes aos judeus, o que não era explicitamente ilegal, mas que subvertia subtilmente a ordem imposta pelos alemães.
A resistência activa na Bélgica assumiu a forma de sabotagem de vias férreas e linhas de comunicação, bem como de ocultação de judeus e aviadores aliados. A resistência produziu um grande número de jornais ilegais em francês e holandês, distribuídos ao público para fornecer notícias sobre a guerra não disponíveis em jornais censurados e oficialmente aprovados. Algumas dessas publicações alcançaram um sucesso considerável, como La Libre Belgique, que atingiu uma tiragem de 70.000 exemplares. Os ataques a soldados alemães eram comparativamente raros, pois a administração alemã tinha como prática executar pelo menos cinco reféns belgas para cada soldado alemão morto. Correndo grande risco pessoal, os civis belgas também esconderam um grande número de judeus e dissidentes políticos caçados pelos alemães. O Museum van Deportatie en Verzet estima o número em 20 mil judeus, incluindo 3 mil crianças. A historiadora Eva Fogelman fornece um número de 20.000 adultos com o adicional de 8.000 crianças escondidas.
Grupos belgas, como a Comet Line, especializaram-se em ajudar aviadores aliados abatidos pelos alemães a escapar da captura. Eles abrigaram os aviadores e, correndo grande risco para si próprios, escoltaram-nos através da França ocupada até a Espanha neutra, de onde os aviadores poderiam ser transportados de volta para a Grã-Bretanha.

A resistência nunca foi um grupo único; numerosos grupos evoluíram divididos por afiliação política, geografia ou especialização. O perigo de infiltração representado por informadores alemães, tal como Prosper Dezitter, significava que alguns grupos eram extremamente pequenos e localizados e, embora existissem grupos a nível nacional, estavam divididos em termos políticos e ideológicos. Eles variavam da extrema-esquerda, como os Partisans Armés ou o Front de l'Indépendance, à extrema-direita, como o monarquista Mouvement National Royaliste e a Légion Belge, que foi criada por membros do movimento fascista Légion Nationale do pré-guerra. Alguns, como o Groupe G, não tinha filiação política óbvia, mas especializava-se em tipos específicos de actividade de resistência e era recrutado apenas a partir de grupos demográficos muito específicos.

## Libertação

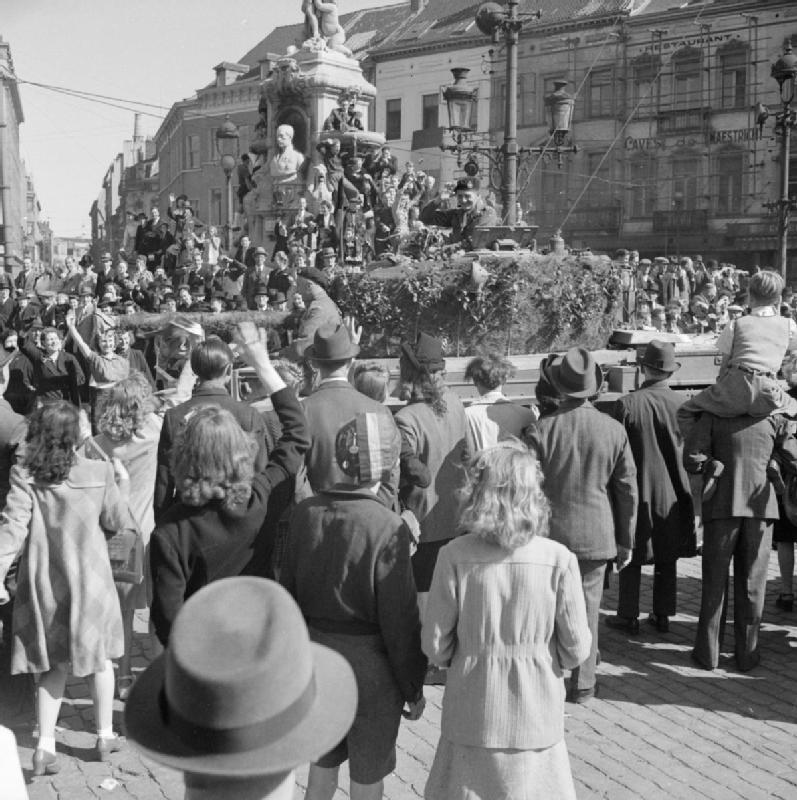
Os tanques britânicos chegam a Bruxelas em 4 de setembro de 1944, encerrando a ocupação alemã.

Em junho de 1944, os Aliados Ocidentais desembarcaram na Normandia, no norte da França, a cerca de 400 quilômetros (250 mi) a oeste da fronteira belga. Após combates ferozes nas áreas ao redor dos locais de desembarque, os Aliados romperam as linhas alemãs e iniciaram avanços em direção a Paris e depois em direção à fronteira belga. Em agosto, o corpo principal do exército alemão no norte da França (com exceção das guarnições de cidades fortificadas como Dunquerque) estava recuando abertamente para o leste. À medida que os Aliados se aproximavam da fronteira, mensagens codificadas transmitidas pela Radio Belgique encorajou a resistência a se levantar. O administrador civil alemão, Joseph Grohé, ordenou uma retirada geral do país em 28 de agosto, e em 1º de setembro as primeiras unidades aliadas (entre elas o SAS Belga Livre) cruzaram a fronteira belga. Em 4 de setembro, Bruxelas estava nas mãos dos Aliados. O governo belga no exílio regressou ao país em 8 de setembro e começou a reconstruir o Estado e o exército belgas. O irmão de Leopoldo III, Carlos, foi nomeado príncipe-regente enquanto se tomava uma decisão sobre se o rei poderia retornar às suas funções. À medida que o exército alemão se reagrupava e as linhas de abastecimento dos Aliados se estendiam, a linha de frente estabilizou-se ao longo da fronteira oriental da Bélgica. Áreas no sudeste do país permaneceram em mãos alemãs e foram brevemente recapturadas durante a Ofensiva Alemã das Ardenas no inverno de 1944. Isto apenas atrasou a libertação total do país e em 4 de fevereiro de 1945, com a captura da aldeia de Krewinkel, todo o país estava enfim nas mãos dos Aliados.
Ao longo da ocupação, um total de 40.690 belgas foram mortos, mais de metade deles judeus. Cerca de 8% do PIB do país antes da guerra foi destruído ou transferido para a Alemanha.